# درموت کرولی
درموت کرولی (انگلیسی: Dermot Crowley؛ زادهٔ ۱۹ مارس ۱۹۴۷) بازیگر اهل ایرلند است. 
از فیلم‌ها یا برنامه‌های تلویزیونی که وی در آن نقش داشته است، می‌توان به یک بیمار برجسته، بهترین پیشنهاد، پسر پلنگ صورتی، مارگارت، به من بگوئید آقا و پوآرو اشاره کرد.